# Kwasy aldonowe

Struktura kwasu D-glukonowego – kwasu aldonowego pochodnego D-glukozy

Kwasy aldonowe (daw. kwasy glikonowe) – grupa kwasów cukrowych o wzorze ogólnym HOCH2[CH(OH)]nCOOH, pochodnych aldoz, w których końcowa grupa aldehydowa została utleniona do grupy karboksylowej. Utlenianie końcowej grupy hydroksylowej zamiast aldehydowej, prowadzi natomiast do powstania kwasu uronowego, a obu grup końcowych – kwasu aldarowego.